# Arapium
Арапиум (Arapiyú), племе америчких Индијанаца Маве-Сатере, велика породица Тупиан, настањени данас на резервату Терра Индиагена Арапиум у окрузима Сантарем и Маргенс до Рио Тарајос, и резерватима Цобра Гранде, Мириксим, Рио Маро и Сао Јоао у округу Сантарем у бразилској држави Пара. Популација им износи око 300.